# Ditonellapiaga
Ditonellapiaga, pseudonimo di Margherita Carducci (Roma, 5 febbraio 1997), è una cantautrice italiana.

## Biografia
Dopo aver conseguito la laurea presso il DAMS a indirizzo teatrale, ha iniziato la sua carriera musicale nel 2019 con l'incontro dei producer romani BBprod, insieme ai quali pubblica il singolo di debutto Parli.
Ad ottobre 2020 ha ottenuto un contratto discografico con l'etichetta Dischi Belli, facente parte del gruppo della BMG Rights Management, pubblicando come singolo una cover del brano Per un'ora d'amore dei Matia Bazar, mentre nel mese di dicembre è seguito il singolo Morphina.
Nel febbraio 2021 ha pubblicato il singolo Spreco di potenziale, che si identifica nella sfera indie pop, che ha anticipato l'uscita dell'EP d'esordio intitolato Morsi e pubblicato il successivo 23 aprile. Nello stesso anno la cover di Per un'ora d'amore è stata inserita nella colonna sonora del film Anni da cane di Fabio Mollo.
Il 14 gennaio 2022 ha pubblicato il suo album di debutto, Camouflage. Nel mese di febbraio ha partecipato per la prima volta in gara al 72º Festival di Sanremo con il brano Chimica in duetto con Donatella Rettore, classificandosi al sedicesimo posto al termine della manifestazione. Il singolo ha raggiunto la nona posizione nella classifica italiana venendo poi certificato platino per aver venduto oltre 100 mila copie.
Il 24 giugno 2022 ha pubblicato il singolo Disco (I Love It) per Dischi Belli e BMG Italy. Il 12 luglio le è stata assegnata la Targa Tenco per la migliore opera prima per il suo album Camouflage. Nel febbraio 2023 si è esibita nella quarta serata del Festival di Sanremo cantando il brano Salirò insieme ai Colla Zio.
Dall'ottobre 2023 ha iniziato a pubblicare i singoli che hanno anticipano l'uscita del suo secondo album in studio Flash, pubblicato il 10 maggio 2024. Nello stesso anno ha partecipato come performer al concerto del Primo Maggio al Circo Massimo di Roma.
Il 14 febbraio 2025 ha partecipato al 75º Festival di Sanremo in qualità di ospite della quarta serata dedicata alle cover, durante la quale ha cantato il brano Un tempo piccolo di Franco Califano insieme ai Tiromancino e al rapper in gara Willie Peyote, e classificandosi al venticinquesimo posto. Il 30 giugno ha pubblicato il singolo Cerco un uomo/Febbre d'amore, in formato digitale e 45 giri e ispirato agli anni 80.

## Discografia
- 2022 – Camouflage
- 2024 – Flash

## Partecipazioni a manifestazioni canore
- Festival di Sanremo (Rai 1)
  - 2022 – 8º posto con Chimica, in duetto con Donatella Rettore

## Riconoscimenti
- Targa Tenco
  - 2022 – Premio alla migliore opera prima per Camouflage[15]